# Edu Marangon
Carlos Eduardo „Edu“ Marangon (* 2. Februar oder 15. Februar 1963 in São Paulo) ist ein brasilianischer Fußballtrainer und ehemaliger Fußballspieler. 

## Karriere

### Verein
In der Anfangszeit seiner Profilaufbahn stand der 1,80 Meter große Mittelfeldakteur ab 1984 in Reihen des Vereins Portuguesa, der in São Paulo beheimatet ist. Dort absolvierte Edu bis zu Beginn der zweiten Jahreshälfte der Spielzeit 1988 auf nationaler Ebene 55 Spiele in der brasilianischen Série A und erzielte sieben Treffer. Hinzu kommen mindestens 13 Tore in der regionalen Campeonato Paulista, die jeweils in der ersten Jahreshälfte ausgetragen wurde. Kurz nach Beginn der nationalen Spielzeit 1988 im Sommer wechselte er für die Saison 1988/89 nach Italien und lief in 22 Spielen für Torino Calcio auf, bei dem er zwei Tore schoss.
In der Hinrunde der folgenden Spielzeit 1989/90 war er beim FC Porto tätig, der später die portugiesische Meisterschaft gewann. Edu absolvierte jedoch nur zwei Partien und wechselte Anfang 1990 zurück in sein Heimatland zum CR Flamengo nach Rio de Janeiro. Für den Klub traf er mindestens zweimal im Campeonato Carioca. Ab der zweiten Jahreshälfte schloss sich ein bis 1991 währendes Engagement beim FC Santos an. Dort gelangen ihm drei Treffer bei 24 Ligaeinsätzen, wobei ab 1991 die Série A in der ersten Jahreshälfte stattfand, er also keine regionalen Spiele für Santos absolvierte. Im Laufe des Jahres wechselte er zu Palmeiras São Paulo und nahm somit zunächst am Campeonato Paulista teil, wo er mindestens vier Treffer erzielte, ehe er 1992 in 16 nationalen Spielen zum Einsatz kam und drei Tore schoss.
Danach war er 1992 noch einmal für den FC Santos aktiv und erzielte mindestens einen Treffer im Paulista, ehe er für die erste Saison der japanischen Profiliga J. League 1993 zum japanischen Klub Yokohama Flügels im Besitz der All Nippon Airways wechselte. Für die Flügels bestritt er bis 1994 in zwei Spielzeiten 67 Spiele, traf 18-mal ins gegnerische Tor und gewann 1993 den Kaiserpokal. 1995 stand er bei Nacional Montevideo in Uruguay unter Vertrag. Der Verein wurde in dem Jahr Vizemeister. Es folgten danach wieder Stationen in Brasilien: 1996 spielte er bei Coritiba Foot Ball Club, belegte mit dem Verein den zweiten Platz im Campeonato Paranaense und erzielte ein Tor in 9 Série-A-Spielen. Die erste Hälfte 1997 verbrachte er beim national drittklassigen Inter de Limeira, mit dem er aber im erstklassigen Campeonato Paulista teilnahm und mindestens ein Tor schoss. In der zweiten Hälfte des Jahres schloss er sich mit dem CA Bragantino aus Bragança Paulista nochmals einem Erstligisten an, mit dem er als 22. der Tabelle nur um neun Treffer Tordifferenz dem Abstieg entrann. Danach beendete er seine Laufbahn als Spieler.

### Nationalmannschaft
Im April 1987 wurde er bei einem Freundschaftsländerspiel der brasilianischen Olympiaauswahl gegen Bolivien eingesetzt und schoss ein Tor. Für die Brasilianische Fußballnationalmannschaft lief er zwischen 1987 und 1990 mindestens in neun Länderspielen auf und erzielte dabei ein Länderspieltor. Er nahm an der Copa América 1987 teil. Im Laufe des Turniers wurde er zweimal eingesetzt und schoss ein Tor.

## Trainertätigkeit
Nach seiner aktiven Fußballzeit trainierte er 2003 kurzzeitig Paraná, von Februar 2008 bis November 2008 Rio Claro, im unmittelbaren Anschluss bis September 2009 Juventus aus São Paulo und ab September 2009 Sorocaba.

## Erfolge
Nationalmannschaft
- Panamerikanische Spiele: 1987
- Rous Cup: 1987